# Лаут (Ирландия)
Лаут (англ. Louth; ирл. Lú) — деревня в Ирландии, находится в графстве Лаут (провинция Ленстер), примерно в 8 км к юго-западу от города Дандолк. В деревне расположены церковь, пабы и два магазина.

## Демография
Население — 549 человек (по переписи 2006 года). В 2002 году население составляло 514 человек.
Данные переписи 2006 года:
| Общие демографические показатели |               |                               |                               |      |      |
| Всё население                    | Всё население | Изменения населения 2002—2006 | Изменения населения 2002—2006 | 2006 | 2006 |
| 2002                             | 2006          | чел.                          | %                             | муж. | жен. |
| 514                              | 549           | 35                            | 6,8                           | 271  | 278  |